# Friedrich Moritz (Mediziner)
Friedrich Moritz (* 10. Dezember 1861 in Mainz; † 12. Januar 1938 in Köln) war ein deutscher Arzt und Internist.

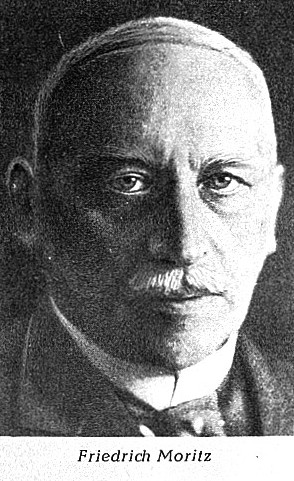
Friedrich Moritz

## Familie
(Ludwig Heinrich) Friedrich Moritz war Sohn des Rechtsanwalts und Brauereibesitzers Johann Baptist Moritz. Friedrich Moritz war mit Helene Thomas († 1917) verheiratet. Nach zweijähriger Trauerzeit heiratete er 1919 in zweiter Ehe Marie Sophie Hochhaus.

## Ausbildung und Beruf
Die Schulzeit absolvierte Moritz in seiner Heimatstadt und in Koblenz (1872–1874). In Neuwied erreichte Moritz dann 1880 das Abitur als bester Schüler seiner Jahrgangsstufe und begann noch im selben Jahr an der Universität Bonn Jura zu studieren.
1880/81 leistete Moritz als Einjährig-Freiwilliger seinen Militärdienst im 53. Infanterieregiment ab. Gleich im Anschluss daran begann er, an der Universität Würzburg Medizin zu studieren. 1883 wechselte er im gleichen Fach an die Universität Berlin, blieb dort bis 1884 und studierte anschließend an der Ludwig-Maximilians-Universität München. Dort schloss Moritz sein Studium am 28. Juli 1885 im Promotionsverfahren mit einer Arbeit über Transsudation und Exsudation ab, die mit der Note Summa cum laude bewertet wurde. Die Approbation erhielt er am 9. Juli 1886.
In den Jahren 1886 bis 1887 studierte Moritz Chemie und war seit 1887 Assistent von Hugo von Ziemssen an der I. medizinischen Klinik in München. In dieser Zeit erarbeitete er sich die Grundlagen für seine Habilitation im Fach Innere Medizin, die er am 31. März 1890 erreichte.
Moritz leitete von 1892 bis 1902 als außerordentlicher Professor die Universitäts-Poliklinik der I. medizinischen Klinik in München. Zu seinen Dienstpflichten gehörten auch regelmäßige Vorlesungen, in denen er speziell die Medizinische Poliklinik und die Geschichte der Medizin thematisierte.
Anschließend übernahm er in der Nachfolge von Ludolf von Krehl ein Ordinariat in Greifswald und wechselte 1905 in gleicher Funktion nach Gießen. Im Jahr 1907 folgte Moritz einem Ruf auf den angesehenen Lehrstuhl für Innere Medizin in Straßburg. In den Jahren 1911 bis 1919 vertrat er die Innere Medizin an der Akademie für praktische Medizin der Krankenanstalt Lindenburg in Köln und war bis zu seiner Emeritierung im Jahr 1928 als Direktor der medizinischen Universitätsklinik Köln tätig, deren Ehrenbürger er 1935 wurde.

## Leistung
In seiner Dissertation beschrieb Moritz eine Methode zur Unterscheidung zwischen Transsudaten und Exsudaten unter Verwendung von Essigsäure (Moritz-Rivalta-Probe) und profilierte sich damit als ausgezeichneter klinischer Chemiker. Moritz führte erstmals in Deutschland einen Kurs der „klinischen Technizismen“ ein und beschrieb die Praxis der Kubitalvenenpunktion. Sein Hauptinteresse galt aber der klinischen Herz-Kreislauf-Medizin: Er entwickelte ein transportables Blutdruckmessgerät und eine röntgenologische Methode zur Bestimmung der Herzgröße (Orthodiagraphie), beschäftigte sich umfassend mit der Physiologie und Pathologie des Herzens, führte physiologische Untersuchungen der Kreislauffunktion und des Wärmehaushaltes durch. Darüber hinaus befasste er sich auch mit dem Thema Sport und körperliche Belastung sowie physiologischen und pathologischen Stoffwechselvorgängen (z. B. Diabetes mellitus). Weitere Forschungsschwerpunkte waren gesunde Ernährung und Diätetik.

## Wissenswertes
- Der  Beigeordnete Konrad Adenauer bat Moritz persönlich um eine gutachterliche Untersuchung des 1915 patentierten Kriegsbrots der Rheinischen Brotfabriken von Jean Oebel.
- Am 1. Oktober 1920 übernahm Moritz das Amt des Rektors der Kölner Universität.
- 1925 wurde er zum Vorsitzenden der Deutschen Gesellschaft für Innere Medizin gewählt.
- Moritz publizierte mehr als 150 Arbeiten zu fast allen Themen aus Medizin und Wissenschaft, verfasste zahlreiche populärwissenschaftliche Referate,  Nachrufe und allgemeine Stellungnahmen zur Standespolitik.
- Im Jahr des 66. Todestages ehrte das Archiv der Kölner Universität Moritz mit einer Gedenkausstellung (14.–16. Oktober 2004).
- Eine Straße im Kölner Stadtbezirk Lindenthal ist nach Friedrich Moritz benannt.[1]

## Werke
- Beiträge zur Lehre von den Exsudaten und Transsudaten, Diss. med., München. Leipzig 1886
- Über die Kupferoxydreduzierenden Substanzen des Harns unter physiologischen und pathologischen Bedingungen, Dtsch Arch Klin Med 46 (1890) 217–272
- Grundzüge der Krankenernährung. Einundzwanzig Vorlesungen für Studierende und Ärzte. Stuttgart 1898
- Eine einfache Methode, um beim Röntgenverfahren aus den Schattenprojectionen eines Gegenstandes dessen wahre Größe zu ermitteln (Orthodiagraphie) und die exakte Bestimmung der Herzgröße nach diesem Verfahren. Münchn Med Wschr 47 (1900) 92–96
- Die Krankheiten der peripheren Nerven des Rückenmarks und Gehirns, In: J. v. Mering (Hrsg.): Lehrbuch der Inneren Medizin, 4. Aufl., Jena 1907, S. 700–930
- Über eine Methode beim Menschen den Druck in oberflächlichen Venen exakt zu bestimmen (mit D. v. Tabora), Dtsch Arch Klin Med 99 (1910) 475–505
- Die allgemeine Pathologie des Herzens und der Gefäße, In: L. Krehl, F. Marchand (Hrsg.): Handbuch der allgemeinen Pathologie, Bd. 2/2, Leipzig 1913, S. 1–112
- Ein transportabler Blutdruckmesser, Münchn Med Wschr 61 (1914) 2328–2329
- Über vereinfachte Handhabung der Kalorienwerte bei praktischen Ernährungsfragen. München 1919
- Über die Heilkraft der Natur. Rektorats-Antrittsrede, gehalten an der Universität Köln im Winter-Semester 1920. Köln 1921
- Aus der medizinischen Fakultät der alten Universität. In: Festschrift zur Erinnerung an die Gründung der alten Universität Köln im Jahre 1388. Köln 1938, S. 237–287